# Сельское поселение Соловьёво
Сельское поселение Соловьёво — муниципальное образование в Хворостянском районе Самарской области.
Административный центр — посёлок Соловьёво.

## Административное устройство
В состав сельского поселения Соловьево входят:
- посёлок Высотино,
- посёлок Соловьёво.